# سرعة 2: تحكم أوتوماتيكي للسرعة
سرعة 2 (بالإنجليزية: Speed 2)‏ هو فيلم أكشن تم إنتاجه في الولايات المتحدة وصدر يوم 13 يونيو 1997. الفيلم من إخراج جان دي بونت.

## بطولة
- ساندرا بولوك
- جايسون باتريك
- ويليم دافو
- تاميورا موريسون
- براين مككارديو

## الممثلون والشخصيات
- ساندرا بولوك (بدور: آني بورتر)
- جايسون باتريك (بدور: اليكس شو)
- ويليم دافو (بدور: جون جيجر)
- تاميورا موريسون (بدور: جوليانو)
- براين مككارديو (بدور: ميرسيد)
- مايك هاغرتي (بدور: هارفي)
- كولين كامب (بدور: ديبي)
- بو سفينسون (بدور: كابتن بولارد)
- انريكي مورسيانو (بدور: اليخاندرو)

## الميزانية والإيرادات
بلغت تكلفة إنتاج الفيلم حوالي 110 مليون دولار بينما حقق أرباحا تقدر بـ 164,508,066 دولار.

## روابط خارجية
- سرعة 2: تحكم أوتوماتيكي للسرعة على موقع IMDb (الإنجليزية)
- سرعة 2: تحكم أوتوماتيكي للسرعة على موقع ميتاكريتيك (الإنجليزية)
- سرعة 2: تحكم أوتوماتيكي للسرعة على موقع روتن توميتوز (الإنجليزية)
- سرعة 2: تحكم أوتوماتيكي للسرعة على موقع نتفليكس (الإنجليزية)
- سرعة 2: تحكم أوتوماتيكي للسرعة على موقع قاعدة بيانات الأفلام العربية
- سرعة 2: تحكم أوتوماتيكي للسرعة على موقع ألو سيني (الفرنسية)
- سرعة 2: تحكم أوتوماتيكي للسرعة على موقع Turner Classic Movies (الإنجليزية)
- سرعة 2: تحكم أوتوماتيكي للسرعة على موقع أول موفي (الإنجليزية)
- سرعة 2: تحكم أوتوماتيكي للسرعة على موقع بوكس أوفيس موجو (الإنجليزية)
- سرعة 2: تحكم أوتوماتيكي للسرعة على موقع فيلمافينيتي (الإسبانية)